# Fronteira Kosovo–Sérvia
A fronteira entre Kosovo e a Sérvia é uma linha de 252 km de extensão, que separa o nordeste de Kosovo do sul da Sérvia
A partir da tríplice fronteira Kosovo-Sérvia-Montenegro (próximo a Mokra Gora), em cerca de 25% da sua extensão, vai em linha sinuosa em direção nordeste até o extremo norte de Kosovo (em Kopaonik). Nesse ponto se inicia o trecho de metade da extensão total da fronteira, que vai  no rumo sudeste até o extremo leste kosovar. A quarta parte final da linha divisória segue daí para o sudeste até a fronteira tripla Kosovo-Sérvia-Macedônia, próxima a Presevo (Sérvia)

## História
A fronteira entre o Kosovo e a Sérvia existe desta forma desde 1945, quando uma região autônoma foi estabelecida pela Iugoslávia. As fronteiras desta província autônoma dentro da República Socialista da Sérvia correspondem às atuais fronteiras do Kosovo. Nove anos após a Guerra do Kosovo, o Kosovo declarou independência em 2008. A secessão não foi reconhecida pela Sérvia e apenas parcialmente por outros países; seu caráter de fronteira internacional é, portanto, contestado. Por vezes, uma troca de territórios entre o Norte do Kosovo, povoado predominantemente por sérvios, e a área ao redor de Preševo foi trazida para debate. 

## Status
Essa fronteira passou a ser considerada como  existente com o reconhecimento pelo Tribunal Internacional de Justiça (ONU) de Haia da independência do Kosovo do domínio da Sérvia em julho de 2010. No entanto, do ponto de vista da Sérvia, que considera o Kosovo como uma província autônoma, é tratada como uma fronteira administrativa interna.
Um acordo para a normalização das relações entre as duas partes, patrocinado pela União Europeia, foi assinado em abril de 2013.